# Setodes atymanjula
Setodes atymanjula är en nattsländeart som beskrevs av Schmid 1987. Setodes atymanjula ingår i släktet Setodes och familjen långhornssländor. Inga underarter finns listade i Catalogue of Life.